# Alessandro Di Battista
Alessandro Di Battista (n. 4 august 1978, Roma, Italia) este un politician italian.